# ظهرة القطنة (حزم العدين)

تعديل مصدري - تعديل

ظهرة القطنة محلة تابعة لقرية المجاهدة، التابعة لعزلة المجاهدة بمديرية حزم العدين إحدى مديريات محافظة إب في الجمهورية اليمنية، بلغ تعداد سكانها 188 حسب تعداد اليمن لعام 2004.